# Carlos Eduardo Moura da Cunha
Carlos Moura (São Paulo, Brasil; 14 de abril de 1980) es un exfutbolista brasileño. Jugaba de defensa central.

## Clubes
| Club            | País      | Año       |
| --------------- | --------- | --------- |
| Palmeiras       | Brasil    | 2000-2003 |
| Gama            | Brasil    | 2004      |
| Bragantino      | Brasil    | 2005-2006 |
| Náutico         | Brasil    | 2006      |
| Ceilândia       | Brasil    | 2007      |
| Paulista        | Brasil    | 2007      |
| América (RN)    | Brasil    | 2007      |
| São Luiz        | Brasil    | 2008      |
| Legião          | Brasil    | 2008      |
| Sport Boys      | Perú      | 2008      |
| Villa Nova (MG) | Brasil    | 2009      |
| Mixto           | Brasil    | 2009      |
| Buriram PEA     | Tailandia | 2010      |
| Villa Nova (MG) | Brasil    | 2011      |
| Marcílio Dias   | Brasil    | 2012      |
| Parrillas One   | Honduras  | 2013      |

### Campeonatos nacionales
| Título           | Club      | País   | Año  |
| ---------------- | --------- | ------ | ---- |
| Serie B (Brasil) | Palmeiras | Brasil | 2003 |